# Aragacotn
Aragacotn (orm. Արագածոտնի; [ɑɾɑɡɑˈt͡sɔtən]ⓘ) – jedna z dziesięciu prowincji w Armenii. Leży w zachodniej części kraju.
Prowincja ma powierzchnię 2755 km² i liczy ok. 98 tys. mieszkańców. Jej stolicą jest Asztarak.

## Geografia
Prowincja Aragacotn składa się z 3 gmin miejskich i 112 gmin wiejskich:

### Gminy Miejskie
- Asztarak
- Aparan
- Talin